# Siward d'Abingdon
Pour les articles homonymes, voir Siward.
Siward est un abbé anglo-saxon mort le 23 octobre 1048.

## Biographie
Moine à l'abbaye de Glastonbury, Siward est élu (vraisemblablement en 1030) pour succéder à Æthelwine (en) à la tête de l'abbaye d'Abingdon.
Malade, l'archevêque de Cantorbéry Eadsige fait appel à lui en 1042 pour l'assister dans son travail. Il devient le coadjuteur d'Eadsige et, semble-t-il, son candidat désigné à sa succession, apparaissant en bonne place sur plusieurs de ses chartes au cours des six années qui suivent. L'Historia Ecclesie Abbendonensis le décrit même comme archevêque de plein droit.
En fin de compte, Eadsige survit à Siward : ce dernier démissionne en 1048 pour raisons de santé et rentre à Abingdon. Il y meurt le 23 octobre de la même année et y est enterré.